# گروه اوداکیو
گروه اوداکیو (انگلیسی: Odakyu Group) شرکت خوشه‌ای ژاپنی است، که در سال ۱۹۴۸ تأسیس شد.